# Marató de TV3 contra les malalties del cor
La Marató de TV3 contra les malalties del cor va ser un acte de TV3 i Catalunya Ràdio realitzat el dia 14 de desembre de 2014, juntament amb la Fundació de la Marató de TV3, amb l'objectiu de recaptar el màxim de diners per a la investigació de les malalties cardíaques. La gala de la Marató va ser presentada per la periodista i presentadora Mònica Terribas i l'actor Quim Masferrer. Arreu de Catalunya es va dur a terme una llarga llista d'actes amb l'objectiu de recaptar el màxim capital possible.
Aquesta mobilització es fa el dia 14 de desembre de 2014. I tot el dia, pel canal de TV3 van retransmetent els actes, així com entrevistant a metges i testimonis de les malalties cardíaques.
| Núm | Hora   | Recaptació   | Notes                                                 |
| --- | ------ | ------------ | ----------------------------------------------------- |
| 1   | 10:10  | 324.579 €    | Inici de la Marató                                    |
| 2   | 11:50  | 814.935 €    |                                                       |
| 3   | 13:40  | 1.148.839 €  |                                                       |
| 4   | 14:18  | 1.299.264 €  | Pausa del programa pel Telenotícies migdia            |
| 5   | 16:10  | 1.640.266 €  |                                                       |
| 6   | 16:58  | 1.819.126 €  |                                                       |
| 7   | 17:55  | 2.756.367 €  |                                                       |
| 8   | 18:45  | 3.243.397 €  |                                                       |
| 9   | 20:42  | 4.544.107 €  | Pausa del programa pel Telenotícies Vespre            |
| 10  | 22:29  | 5.753.091 €  |                                                       |
| 11  | ~01:00 | 8.864.016 €  | Xifra en el moment de tancar el marcador al programa. |
| 12  | 01:30  | 11.403.593 € | Xifra final de recaptació.                            |